# حسینیه دیزیچه
حسینیه دیزیچه (نویسنده: سعید یزدابادی)مربوط به دوره قاجار است و مسجد المهدی واقع در خیابان امیر کبیرمی باشد.  و در کاشان، خیابان امیرکبیر، روبروی شهرک امیر المومنین، کوچه سید الشهداء، مجموعه حسینیه دیزیچه و مسجد صاحب الزمان واقع شده و این اثر در تاریخ ۲۲ آبان ۱۳۸۶ با شمارهٔ ثبت ۱۹۸۴۹ به‌عنوان یکی از آثار ملی ایران به ثبت رسیده است.